# Félicia Ballangerová
Félicia Ballangerová (* 12. června 1971, La Roche-sur-Yon) je francouzská dráhová cyklistka.
Má tři zlaté olympijské medaile, když zvítězila ve sprintu na olympijských hrách v Atlantě roku 1996, ve stejné disciplíně zlato obhájila za čtyři roky na olympiádě v Sydney a navíc na těchto hrách vyhrála časovku na 500 metrů. V obou těchto disciplínách, tedy ve sprintu a časovce na půl kilometru, je též pětinásobnou mistryní světa. V roce 2001 byla zvolena místopředsedkyní Francouzské cyklistické federace.